# Бетани-Бич
Бетани-Бич (англ. Bethany Beach) — город в округе Сассекс в штате Делавэр США. По данным переписи 2020 года, численность населения составляла 954 человека.

## Население
| 2010 | 2020 |
| ---- | ---- |
| 1060 | ↘954 |